# Willie Adler
William M. Adler (Richmond, 26 gennaio 1976) è un chitarrista statunitense, membro della band groove metal Lamb of God e fratello minore di Chris Adler.
Willie è entrato a far parte della band dopo il loro primo chitarrista, Abe Spear, li lasciò nel 1999. Il suo stile musicale è molto vario e include moltissime tecniche, grazie alle quali è annoverato tra le migliori chitarre ritmiche al mondo. Secondo le sue dichiarazioni, la sua principale fonte di ispirazione musicale sono i Metallica; non a caso ha definito i Lamb of God un gruppo thrash metal, in contraddizione con quanto detto dal bassista John Campbell secondo cui il gruppo ha stile punk. Come songwriter, si è impegnato in numerosi testi della band, tra i quali Again We Rise, Ruin, Black Label, 11th Hour, Hourglass e Blood Junkie. Il suono della sei-corde di Adler completa bene quello della chitarra solista di Mark Morton, il cui stile è più southern e groove metal, mentre Willie ama i tempi dispari, le dissonanze, la precisione nell'esecuzione e gli schemi tipici del thrash.

## Strumentazione

### Chitarre

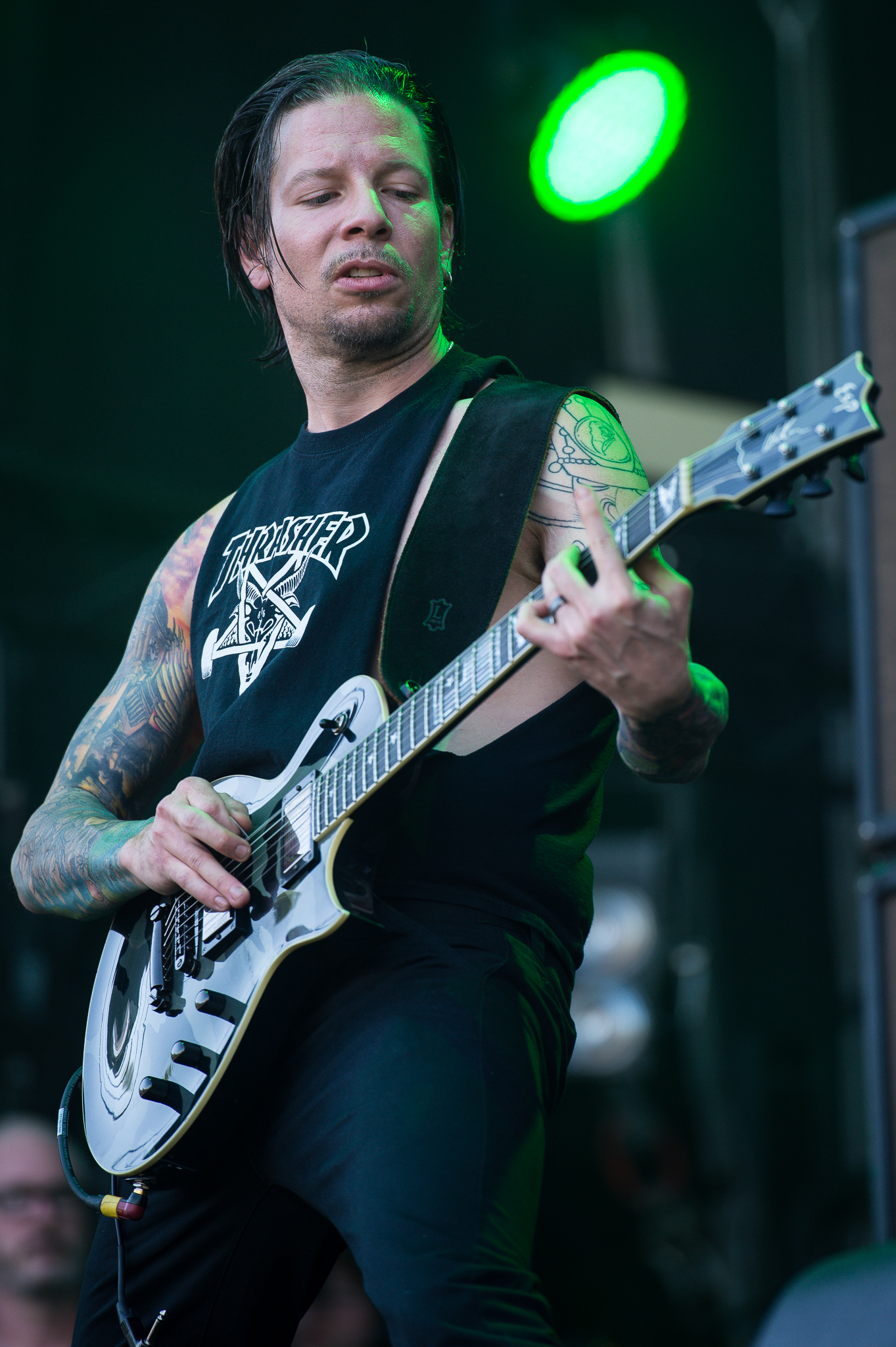
Willie Adler nel 2015

- ESP Will Adler BC
- LTD WA-600 BC
- LTD WA-200 BC

### Amplificazione
- Mesa/Boogie Mark IV Amplifier
- Mesa/Boogie Mark V Amplifier
- Mesa/Boogie Roadster Amplifier
- Mesa/Boogie 4x12 Cabinets (x9)